# Le Pianiste déchaîné
Le Pianiste déchaîné (titre original en anglais : Player Piano) est un roman de science-fiction de Kurt Vonnegut, paru en 1952, influencé par Le Meilleur des mondes d'Aldous Huxley et Nous autres d'Evgueni Zamiatine.